# Brillen-Schlankbeutelratte
Die Brillen-Schlankbeutelratte (Marmosops ocellatus, Syn.: Marmosa ocellata) ist eine Beuteltierart, die im südöstlichen Tiefland von Bolivien (Departamento Santa Cruz) und eventuell auch in angrenzenden Gebieten der brasilianischen Bundesstaaten Mato Grosso und Mato Grosso do Sul vorkommt.

## Beschreibung
Die Tiere erreichen eine Kopfrumpflänge von 10,4 bis 14 cm, haben einen 14,6 bis 18,6 cm langen Schwanz und erreichen ein Gewicht von 21 bis 51 g. Das Rückenfell der Tiere, sowie die Kopfoberseite sind hell, graubraun. Rund um die Augen finden sich dunkle Augenringe, das Fell dazwischen ist heller als die Kopfoberseite. Die Augenringe reichen nicht bis zur Nase und den Ohrbasen. Die Condylobasallänge liegt bei 30,3–36,8 mm. Die Ohren sind mit einer Länge von 22 bis 25 mm relativ groß und an ihrer Basis mit Fell bedeckt. Das Bauchfell ist cremefarben. Der Schwanz, dessen Länge etwa 140 % der Kopfrumpflänge beträgt, ist auf der Oberseite dunkel, auf der Unterseite hell und an der Spitze heller als an der Basis. Die Füße sind weißlich. Weibchen haben keinen Beutel. Die Anzahl der Zitzen beträgt 13, sechs befinden sich an den Seiten und eine ist in der Mitte.

## Lebensraum und Lebensweise
Die Brillen-Schlankbeutelratte lebt in relativ trockenen Wäldern, die den Übergang vom Cerrado zu Amazonien darstellen. Auch in nicht überfluteten Randbereichen des Pantanal kommt sie vor, nicht jedoch in dessen Zentrum. Über die Ernährung, die Aktivitätsmuster, die Fortpflanzung und das übrige Verhalten der Art ist so gut wie nichts bekannt. Wahrscheinlich ist sie nachtaktiv und frisst vor allem Insekten.

## Status
Die Brillen-Schlankbeutelratte hat ein relativ großes Verbreitungsgebiet, ist häufig und sie kommt in mehreren Schutzgebieten vor. Sie gilt als nicht gefährdet.

## Belege
1. 1 2 3 4  Diego Astúa: Family Didelphidae (Opossums). in Don E. Wilson, Russell A. Mittermeier: Handbook of the Mammals of the World – Volume 5. Monotremes and Marsupials. Lynx Editions, 2015, ISBN 978-84-96553-99-6. Seite 184.
2. ↑  Robert S. Voss, Teresa Tarifa & Eric Yensen (2004). An Introduction to Marmosops (Marsupialia: Didelphidae), with the Description of a New Species from Bolivia and Notes on the Taxonomy and Distribution of Other Bolivian Forms. American Museum Novitates. 3466: ISSN 0003-0082.
3. ↑  Marmosops ocellatus in der Roten Liste gefährdeter Arten der IUCN 2016. Eingestellt von: Martin, G.M., 2016. Abgerufen am 2. Februar 2019.